# Geoffrey Chaucer
Geoffrey Chaucer (n. 1343, Londra, Regatul Angliei – d. 25 octombrie 1400, Londra, Regatul Angliei) este unul dintre cei mai valoroși poeți englezi ai secolului al XIV-lea, categorisit a fi „ultimul poet al evului mediu și primul poet al noilor timpuri”.
John Dryden, scriitor englez din secolul al XVII-lea, l-a numit pe Chaucer „părintele poeziei engleze”. Chaucer a fost întemeietorul noii limbi literare și creatorul unei versificații care a constituit baza dezvoltării ulterioare a poeziei engleze.
Printre multe alte lucrări ale lui Chaucer se numără și importantele, Cartea ducesei (The Book of the Duchess), Casa faimei (The House of Fame), Legenda femeilor bune (The Legend of Good Women) și Troilus și Criseyde (Troilus and Criseyde).
Chauser este văzut ca fiind crucial în legitimarea utilizării literare a englezei de mijloc, atunci când limbile literare dominante în Anglia erau încă franceza anglo-normandă și latina. Thomas Hoccleve, contemporan al lui Chaucer, l-a salutat drept „primul fyndere /fondator/ al limbajului nostru echitabil.” Aproape două mii de cuvinte în limba engleză sunt atestate pentru prima dată în manuscrisele lui Chaucer.
„Lumea e doar o cale deschisă plină de suferință, iar noi niște pelerini o batem încoace și-ncolo.” (Geoffrey Chaucer, Povestirile din Canterbury)

## Biografie
Chaucer s-a născut în jurul anului 1343 la Londra. Tatăl său era negustor de vinuri și se trăgea, foarte probabil, dintr-o familie de francezi stabiliți în Anglia după cucerirea normandă. La vârsta de 17 ani, este numit paj în suita contesei Elisabeth of Ulster, soția ducelui Lionel de Anvers, Duce al Clarence, unul din fiii regelui Eduard III al Angliei.
În 1359, pleacă într-o expediție în Franța, unde este luat prizonier și este răscumpărat pentru o mare sumă de bani. Întors din captivitate, Chaucer primește o slujbă la curtea regală și intră în suita lui John of Gaunt, duce de Lancaster. În 1366 se căsătorește cu Philippa De Roet, o doamnă de onoare de la curtea reginei.

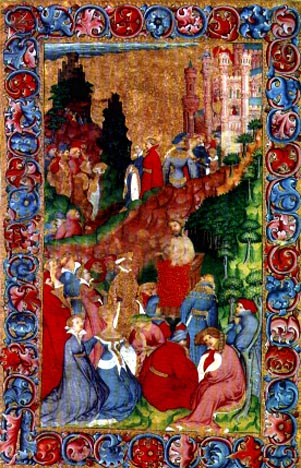
„Geoffrey Chaucer la Curtea regelui Richard al II-lea”, veche miniatură engleză, British Museum, Londra

Din curtean, Chaucer devine funcționar de stat și, în 1374, este numit controlor vamal în portul din Londra. Este trimis în misiuni diplomatice în diferite țări: Spania (1366), Flandra și Franța (1377), de două ori în Italia (1372-1373 și 1378), unde face cunoștință cu operele lui Dante Alighieri, Francesco Petrarca și Giovanni Boccaccio. Cariera politică a lui Chaucer se încheie cu numirea lui ca judecător de pace în comitatul Kent (1385), devenind și membru al Camerei Comunelor (1386), apoi intendent al regelui, având sarcina de a supraveghea castelele regale (1389-1390).
În perioada de dizgrație a casei de Lancaster, își pierde funcțiile. Când pe tronul Angliei s-a urcat Henric al IV-lea, Chaucer i-a adresat o poezie lirică cu caracter comic, plângându-se de sărăcia în care se găsea, - "Jalba lui Chaucer către punga sa goală" ("The Complaint of Chaucer to his Empty Purse"). Noul rege a dat ascultare cererii sale și i-a acordat o pensie, de care, însă, nu s-a mai putut folosi multă vreme, deoarece la 25 octombrie 1400 a murit și a fost înmormântat la Westminster Abbey, unde ulterior au fost înmormântați și alți scriitori și savanți de prestigiu englezi. Chaucer a fost primul poet înmormântat în Colțul Poeților din abația Westminster. În jurul mormântului lui Chaucer s-a format panteonul literaturii engleze - "colțul poeților" din Westminster Abbey.

## Opere

### Perioada de creație timpurie
În prima perioadă a creației sale, perioada timpurie (1360-1372), Chaucer pune bazele formale ale noii literaturi engleze, elaborând limba literară și formele de versificație. În acel timp viața de curte se găsea sub puternica influență a Franței, influență care se remarcă și în creația timpurie a lui Chaucer, în special prin scrierile lui Guillaume de Machaut și Jean Froissart și, mai ales, prin epopeea alegorică "Le Roman de la Rose" de Guillaume de Lorris și Jean de Meung, pe care Chaucer îl traduce în limba engleză. Prima operă mai importantă din această perioadă este "Cartea ducesei" ("The Book of the Duchesse", 1369), o elegie concepută în cadrul unei viziuni alegorice cu prilejul morții lui Blanche, soția lui John of Gaunt.

### A doua perioadă
Opera literară a lui Chaucer din anii 1372-1385 este strâns legată de însușirea concepției umaniste și a culturii laice cu ocazia călătoriilor sale în Italia. În "Parlamentul păsărilor" ("The Parlament of Foules", 1377-1382), scris cu prilejul nunții unor persoane de la curtea regală, Chaucer se folosește de cadrul formal al visului, al alegoriei și al temei tradiționale pentru literatura de curte, tema dragostei.
"Casa Faimei" ("The House of Fame", 1372-1380), poem rămas neterminat, Chauser relatează într-o formă plină de humor călătoria imaginară a poetului, purtat de un vultur de aur al lui Jupiter, până la palatul zeiței "Fama". Poemul este inspirat de epopeea "Eneida" a lui Virgiliu și de o parte a Purgatoriului lui Dante.
În acest timp Chaucer traduce și adaptează opere religioase, istorice și filosofice, ca biografia Sfintei Cecilia, tragedii medievale și scrierea filosofului roman Anicius Boethius, "De consolatione philosophiae" ("Consolarea prin filosofie", 1384). Cea mai reușită operă a lui Chaucer din acest timp este "Troilus și Cresida" ("Troylus and Criseyde", 1385), un lung poem în 8.000 de versuri, adaptat după Boccaccio, în care se relatează povestea de dragoste a prințului troian Troilus pentru tânăra și frumoasa văduvă Cresida, fiica profetului Calchas. Respingând negarea ascetic-călugărească a dragostei, dar totodată depășind idealizarea ei cavalerească, Chaucer ajunge la o concepție umanistă asupra iubirii, pe care o consideră o însușire naturală a firii omenești. În același ton este scrisă și "Legenda unor bune femei" ("The Legend of Good Women", 1380-1386), femei care au suferit și murit pentru dragostea lor.

### A treia perioadă.Povestirile din Canterbury
În a treia perioadă a creației chauser-iene, cea de deplină maturitate, care cuprinde ultimii cincisprezece ani din viața scriitorului (1385-1400), Chaucer lucrează la opera sa "Povestirile din Canterbury" ("The Canterbury Tales"), Opera Magna a sa, care înseamnă nu numai desăvârșirea creației sale anterioare, ci și o sinteză a întregii literaturi medievale din Anglia. Din punct de vedere al construcției, "Povestirile din Canterbury" amintesc de "Decameronul" lui Boccaccio. Ca și opera scriitorului italian, cartea lui Chaucer cuprinde o colecție de povestiri și nuvele istorisite de diferite persoane, în timpul unui pelerinaj pornit de la hanul "Tabard Inn" din Southwark spre catedrala din Canterbury, unde se păstrează relicvele sfântului Thomas Becket. Pentru a face călătoria mai plăcută, hangiul propune ca fiecare dintre pelerini să spună două povești pe drumul spre Canterbury și două la întoarcere. Acela a cărui povestire va fi socotită cea mai bună va primi la întoarcere o cină pe socoteala celorlalți. În Prolog și povestiri (peste 18.000 de versuri), Chaucer prezintă un tablou complex al vieții sociale din Anglia secolului al XIV-lea, în același timp înmănunchiind toate genurile literaturii medievale: romanul cavaleresc, legendele bisericești, fabliaux-urile, bestiariile, predicile moralizatoare, alegoria. 
„Povestirile din Canterbury” este o colecție de 24 de povestiri naturaliste, narate într-un concurs de povestit de un grup de drumeți, pelerini de diverse ranguri și ocupații, în timpul călătoriei spre sanctuarul Sfântului Thomas Becket din Canterbury. Povestirile sunt apreciate pentru umorul lumesc și caracterul obscen. Cititorul modern află detalii despre viața cotidiană și părerile oamenilor de la sfârșitul secolului XIV care nu erau interesați de puritatea spirituală, fiind mai preocupați de poziția socială și de plăcerile lumești.
Capodopera a rămas neterminată la moartea sa, în 1400, și nu toți pelerinii prezentați în prolog își spun povestirile. Se pare că scriitorul a avut probleme financiare la sfârșitul vieții, deoarece noul rege, Henric al IV-lea(1367-1413) a neglijat să îndeplinească dorința predecesorului său, Richard al II-lea, de a-i oferi lui Chaucer o rentă. Una din ultimele sale opere, „Jalba lui Chaucer către punga sa goală” este o poezie de dragoste pentru economiile sale și un apel către rege să-i reînnoiască renta.

## Listă de lucrări
Următoarele lucrări majore sunt aranjate, pe cât posibil, în ordine cronologică (aproximativă), dar oamenii de știință încă dezbat datarea majorității lucrărilor lui Chaucer, deși, este foarte posibil, ca lucrările alcătuite dintr-o colecție de povestiri să fi fost compilate pentru o perioadă mai lungă de timp.

### Lucrări importante
- Traducerea lucrării Roman de la Rose, în posibila The Romaunt of the Rose
- The Book of the Duchess — Cartea ducesei
- The House of Fame — Casa faimei
- Anelida and Arcite — Anelida și Arcite
- Parlement of Foules — Parlamentul păsărilor
- Traducerea lucrării lui Boethius, cunoscuta Consolation of Philosophy (Consolarea filozofiei) ca Boece
- Troilus and Criseyde — Troilus și Criseyde
- The Legend of Good Women — Legenda femeilor bune
- The Canterbury Tales — Poveștile din Canterbury
- A Treatise on the Astrolabe — Un tratat despre astrolab

### Poeme scurte
- An ABC — Despre ABC

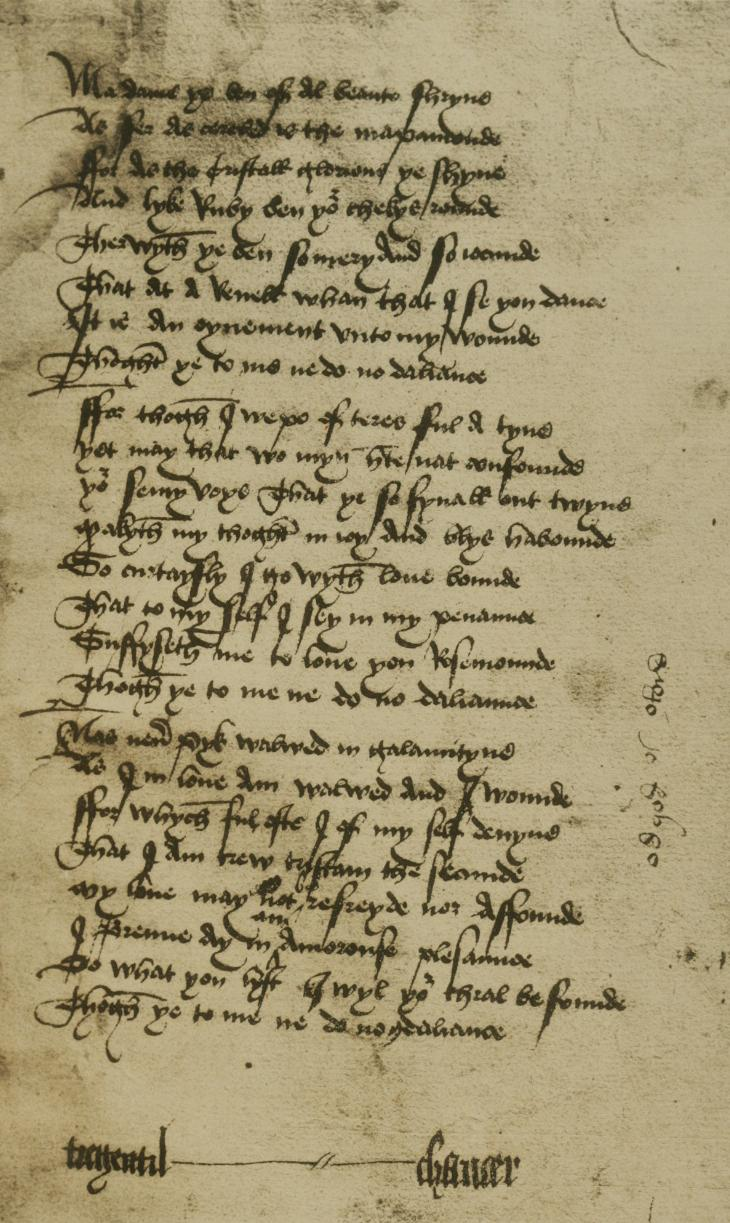
Balade to Rosemounde – Baladă pentru Rosemounde, copie din 1477

- Chaucers Wordes unto Adam, His Owne Scriveyn — Cuvintele lui Chauser prin Adam, propriul lui scriitor (disputat)[9]
- The Complaint unto Pity — Plângerea către milă
- The Complaint of Chaucer to his Purse — Plângerea lui Chauser către punga sa
- The Complaint of Mars — Plângerea lui Marte
- The Complaint of Venus — Plângerea lui Venus
- A Complaint to His Lady — O plângerea către propria sa doamnă
- The Former Age — Vechea Epocă
- Fortune — Noroc
- Gentilesse — Gentilețe
- Lak of Stedfastnesse — Lipsa de soliditate
- Lenvoy de Chaucer a Scogan
- Lenvoy de Chaucer a Bukton
- Proverbs — Proverbe
- Balade to Rosemounde — Baladă pentru Rosemounde
- Truth — Adevăr
- Womanly Noblesse — Noblețe feminină

### Poeme cu un autor incert
- Against Women Unconstant — Împotriva femeilor capricioase
- A Balade of Complaint — O baladă a plângerii
- Complaynt D'Amours — Plângerea dragostei
- Merciles Beaute — Frumusețe fără milă
- The Equatorie of the Planets — Ecuatoriulul planetelor – O traducere grosieră a unei opere latine derivată dintr-o lucrare arabă cu același titlu. Este o descriere a construcției și utilizării unui ecuatoriu planetar, care a fost folosit la calcularea orbitelor și a pozițiilor planetare (la vremea când se credea că Soarele orbitează Pământul).

Asemănător Tratatului despre astrolab, care nu este de obicei pus la îndoială ca lucrare a lui Chaucer, pe lângă numele lui Chaucer, ca glosă a manuscrisului, sunt principalele dovezi pentru atribuirea lui Chaucer. Cu toate acestea, dovezile scrise de Chaucer însuși, pentru o astfel de lucrare sunt discutabile și, ca atare, nu sunt incluse în The Riverside Chaucer. Dacă Chaucer nu a compus această lucrare, probabil că a fost scrisă de un contemporan de al său.

### Lucrări derivate
- God Spede the Plough — Dumnezeu grăbește plugul – în care Chauser „împrumută” (de la el însuși) doisprezece versuri din Monk's Tale - Povestea călugărului – din Poveștile din Canterbury

## Importanța lui Chaucer
Geoffrey Chaucer a contribuit în mare măsură în dezvoltarea limbii engleze la rangul unei limbi literare. O dată cu acest „pelerinaj” istorisit, spre Canterbury, povestit în douăzeci-și-patru de „moduri diferite,” începe calea glorioasă a literaturii engleze moderne. În importanta perioadă a literaturii engleze, cunoscută ca „Renașterea engleză”, nume mari ale literaturii insulare, precum poetul Edmund Spenser și complexul William Shakespeare, fac varii referiri la Chaucer. Astfel, Spencer, unul din primii versificatori moderni ai literaturii engleze, îl recunoaște direct pe Chaucer ca fiind marele său maestru, iar Shakespeare îl onorează indirect, recunoscându-l pe același Chaucer în structura narativă a majorității pieselor sale.

## Galerie de imagini

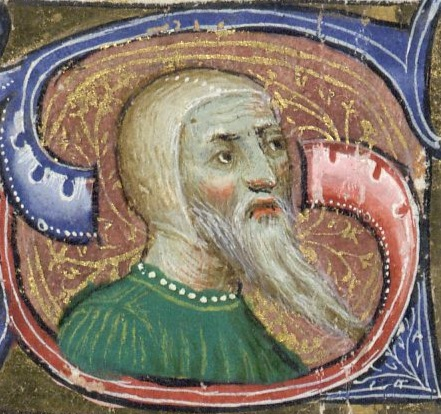
Chauser, portret miniatură, realizat între 1414 și 1422
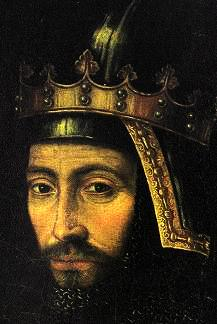
John of Gaunt, fiul lui Edward al III-lea, soțul lui Katherine Swynford, tatăl lui Henry al IV-lea al Angliei
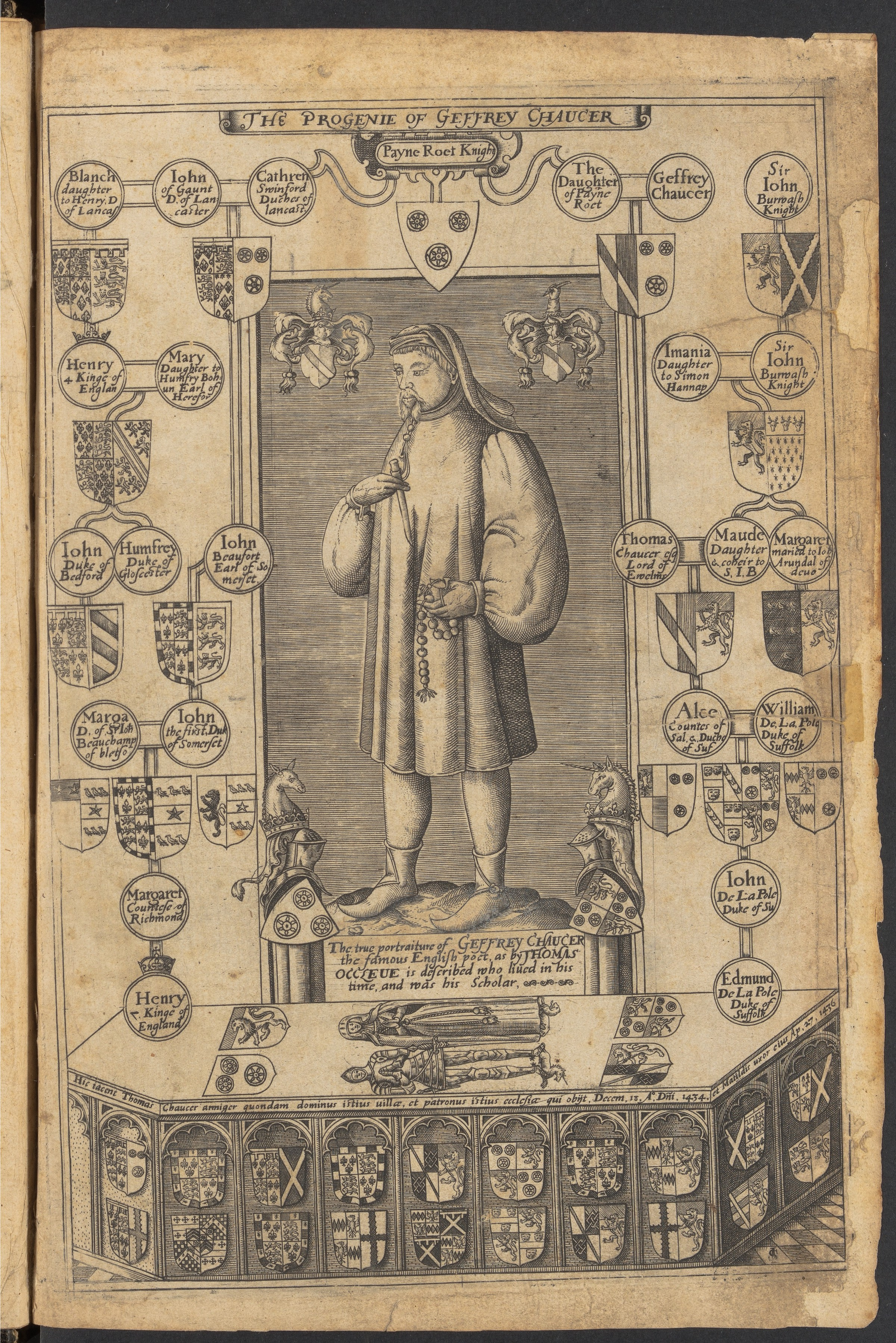
Portret al lui Chauser, datat în 1591
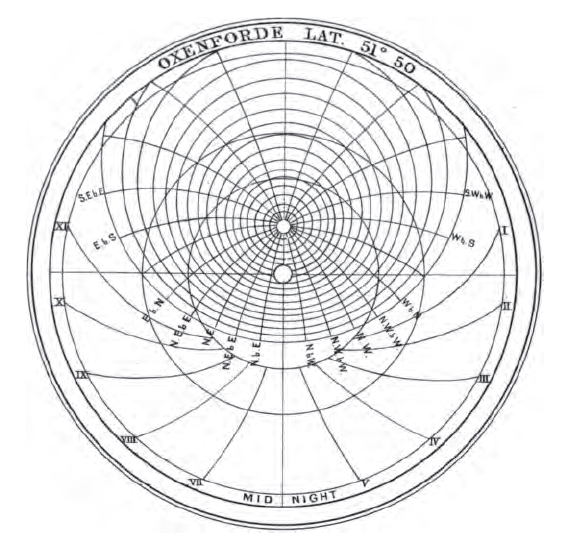
Astrolabul lui Chauser, 1852, ilustrare a re-editării lucrării Un tratat despre astrolab (posibil scrisă în 1391)
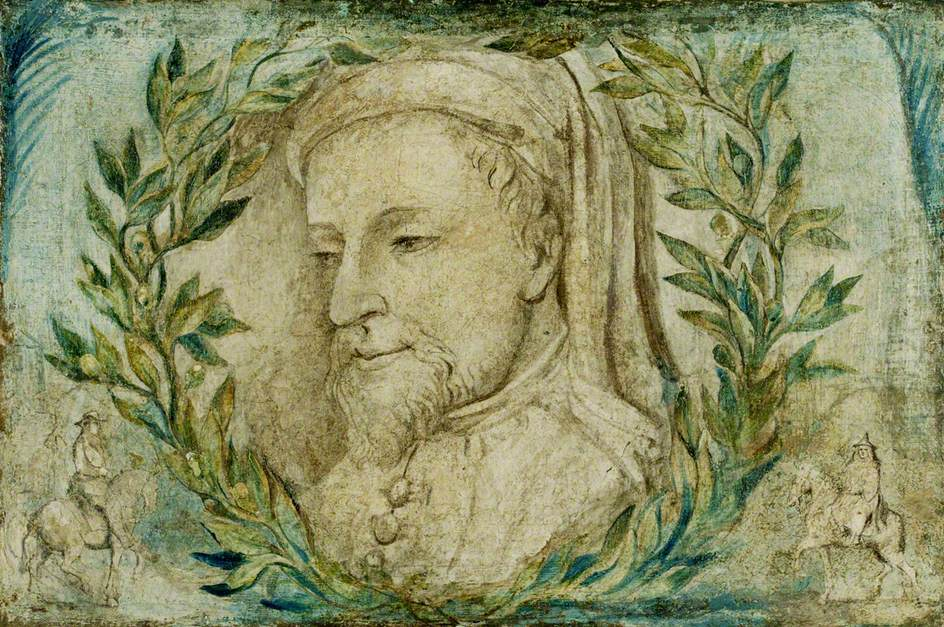
Portret romantic al lui Chauser de William Blake (1757–1827), tempera pe pânză, circa 1800